# Терюха (село)
Терюха (біл. Церуха) — село, центр Терюської сільської ради Гомельського району Гомельської області Республіки Білорусь.

## Географія

### Розташування
Село розташоване за 25 км на південь від Гомеля, за 7 км від залізничної станції Терюха, на лінії Гомель — Чернігів.

## Гідрографія
На річці Терюсі (притоці річки Сож). Поруч розташоване озеро Качча, старі річки Сож, Казара, Кожеєв.

## Транспортна мережа
Транспортний зв'язок автомобільною дорогою М8 Гомель — Чернігів (траса Е95 Санкт-Петербург — Одеса).

## Вулиці
- вул. Вологіна
- вул. Кооперативна
- вул. Червоноармійська
- вул. Нова
- вул. Перемоги
- вул. Пушкіна
- вул. Радянська
- вул. Стахановська

## Історія

### Археологія
Археологи виявили кургани (30 насипів) залізної доби. Ця знахідка свідчить про заселення даного місця з давніх часів.

### Велике князівство Литовське
Згідно з письмовими джерелами, село відоме з XVIII століття як село в Речицькому повіті Мінського воєводства Великого князівства Литовського. 

### Російська імперія
Після першого поділу Речі Посполитої (1772) — у складі Російської імперії. З 1775 року село перебувало у володінні фельдмаршала графа Петра Олександровича Рум'янцева-Задунайського. З 1834 року володіння фельдмаршала графа Івана Федоровича Паскевича. У 1816 році у Климівській економії Гомельського маєтку. З 1830 року працювали млин і валяльня, з 1833 року — пилорама. У 1850 році поряд пройшла дорога Санкт-Петербург — Київ. У 1867 році зведено дерев'яну Георгіївську церкву. У 1885 році працювали вітряк, заїжджий двір. У 1897 році хлібний магазин, школа грамоти, 4 вітряки, 3 зернодробарки, 2 маслоробні, кузня. У 1909 році в Дятловицькій волості Гомельського повіту Могильовської губернії.

### СРСР
У 1926 році діяли лікарський та ветеринарний пункти, поштовий пункт, початкова школа, крамниця.
З 8 грудня 1926 року по 16 липня 1954 року та з 11 січня 1973 року центр Терюської сільської ради Дятловицької, з 4 серпня 1927 року Гомельської, з 10 лютого 1931 року по 16 липня 1954 року Терехівської та з 11 липня до 26 липня 1930 року) округу, з 20 лютого 1938 року Гомельської області.
1930 року організовано колгосп «Соціалізм». Працювали паровий млин, тартак, зернодробарка, бондарна артіль, циркулярна пилка, кузня.

#### Німецько-радянська війна
Під час німецько-радянської війни 27 вересня 1943 року окупанти спалили село і вбили 42 мирні жителі. Звільнено 28 вересня 1943 року. У боях біля села загинули 274 солдати 37-ї гвардійської дивізії 19-го стрілецького корпусу 65-ї армії Центрального фронту. Серед загиблих був Герой Радянського Союзу Олександр Вологін. На фронтах загинуло 96 жителів села.

#### Повоєнні роки
У 1959 році центр колгоспу «Соціалізм», до якого входили також Шутовка, Терешковичі. Розміщуються середня школа (1996 року побудована нова цегляна будівля), бібліотека, дитячий садок-ясла, відділення зв'язку, кафе, 2 магазини.
У школі з 1963 року діє музей.

### Республіка Білорусь
У селі 270 житлових будинків (2004). Планування складається з коротких вулиць та провулків, які створюють 2 квартали. До них примикають дві вулиці. Забудова двостороння, будинки переважно дерев'яні, садибного типу. У 1987 році збудовано 50 цегляних будинків котеджного типу, в які були переселені жителі із забруднених після катастрофи на Чорнобильській АЕС територій. У 2010 році побудовано близько 100 нових будинків та 2 багатоквартирні будинки.

## Населення

### Чисельність
- 2009 — 762 мешканці.

## Відомі уродженці
- Василь Петрович Єрмаков[4] (1845 — 1922) — математик, професор Київського університету (1890), член-кореспондент Петербурзької академії наук (1884).